# Virgilio Felice Levrato
Virgilio Felice Levratto (født 26. oktober 1904, død 18. september 1968 Genova) var en italiensk fodboldspiller, som deltog i to olympiske lege i 1920'erne.
Levratto begyndte sin karriere i klubben FC Vado i 1921 og var her med til at vinde Coppa Italia i 1922. Senere spillede han også i Hellas Verona F.C., Genoa C.F.C., Ambrosiana-Inter, S.S. Lazio samt et par mindre klubber, inden han indstillede sin karriere i 1942.
Levratto debuterede på det italienske landshold i holdets første kamp ved OL 1924 i Paris. Han var med i alle kampene, som Italien spillede, da de nåede kvartfinalen og tabte til Schweiz.
De følgende år spillede han en række venskabskampe for Italien samt kampe i den mellemeuropæiske internationale turnering. Han var igen med for Italien ved OL 1928 i Amsterdam, hvor han spillede samtlige kampe: Sejr over Frankrig med 4-3, uafgjort med 1-1 mod Spanien i den første kvartfinale, og sejr i omkampen tre dage senere med 7-1, nederlaget i semifinalen mod Uruguay med 2-3 samt bronzekampen mod Egypten, som Italien besejrede 11-3. Uruguay vandt guld efter sejr i finalen over Argentina. Levratto scorede fire mål i turneringen (et mod Frankrig, to mod Spanien og et mod Uruguay).
Han spillede yderligere et par kampe i 1928 og endte med at have spillet 28 kampe og scoret 12 mål.
Efter afslutningen af sin aktive karriere blev Levratto træner for forskellige klubber. I 1940'erne dedikerede en sanggruppe, Quartetto Cetra, en sang til hans ære med titlen "Che centrattacco" ("Sikke en angriber").